# Turan PFK
A Turan PFK azeri labdarúgóklub, amely az első osztályban szerepel. Székhelye Tovuz városában található. Hazai mérkőzéseit a Tovuz városi stadionban rendezi.
Az azeri labdarúgás első professzionális labdarúgócsapata 1995-ben megnyerte az első osztályú pontvadászatot, illetve a Qarabağ és a Neftçi csapatai mellett a harmadik olyan klub, amely Azerbajdzsán függetlensége óta mindvégig az élvonalban szerepelt.

## Sikerei
- Azeri élvonal (Premyer Liqasi)
  - Bajnok (1 alkalommal): 1994
  - Ezüstérmes (1 alkalommal): 1995
  - Bronzérmes (2 alkalommal): 1992, 1993

## Eredmények

### Európaikupa-szereplés

#### Összesítve
| Kupa       | J | GY | D | V | LG–RG |
| ---------- | - | -- | - | - | ----- |
| UEFA-kupa  | 2 | 0  | 0 | 2 | 0–7   |
| Összesítve | 2 | 0  | 0 | 2 | 0–7   |

#### Szezonális bontásban
| Idény     | Kupa      | Forduló      | Klub       | 1. mérk. | 2. mérk. |
| --------- | --------- | ------------ | ---------- | -------- | -------- |
| 1994–1995 | UEFA-kupa | Selejtezőkör | Fenerbahçe | 0–5      | 0–2      |

Megjegyzés: Az eredmények minden esetben a Turan szemszögéből értendőek, a félkövéren jelölt mérkőzéseket pályaválasztóként játszotta.